# 自動書記

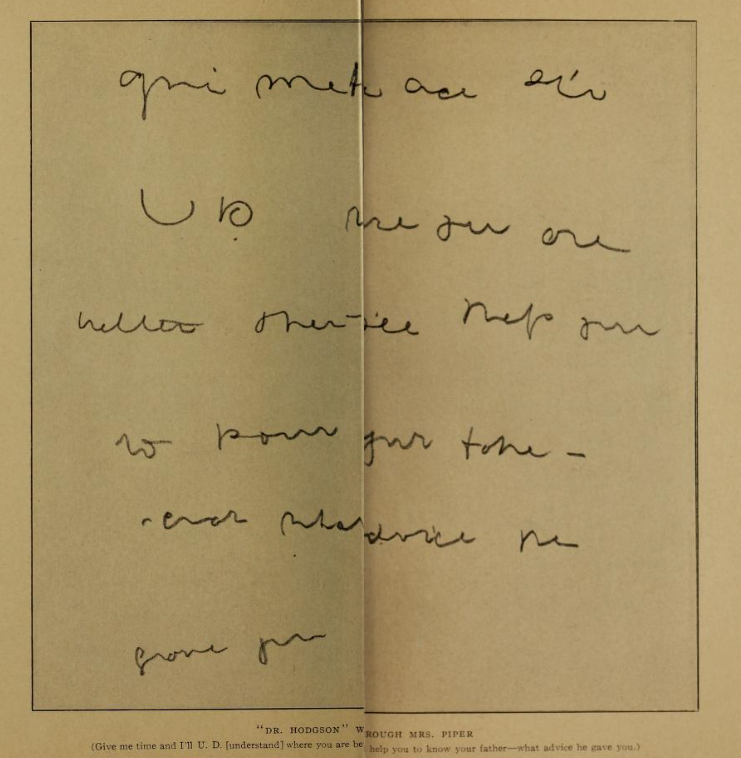
レオノーラ・パイパーによる自動筆記 (1911)

自動書記（英: Automatic writing、仏: Écriture automatique）とは、あたかも何か別の存在に憑依されて肉体を支配されているかのように、自分の意識、意思によらず身体が動く自動作用のうち、文字や絵などを描く現象のこと。自動書記、自動記述とも。スピリティズムではサイコグラフィー、シュルレアリストの詩作の実験ではオートマティスムとも呼ばれている。

## 概要
霊媒や霊能者、チャネラーなどと呼ばれる人々は「死者の霊が下りてきた」「神や霊に命令されている」「体を乗っ取られている」「高次元の存在や宇宙人とチャネリングを行う」などの理由により、無意識的にペンを動かしたり語り始めたりする。これは神霊などがこの世界に接触を図る方法として説明されている。日本ではかつて「神がかり」「お筆先」とも呼ばれていた。
霊媒による自動作用ではトランス状態で生じる場合と、意識を保ったまま自動作用が発生する場合がある。
心霊主義の全盛期に自動書記などを行った霊媒の多くは女性であり、ヴィクトリア朝文学研究者エラナ・ゴメルは、この非常に偏った男女比は「受動的な存在である女性は、霊がメッセージを伝達するためにうってつけの、空っぽの器である」というヴィクトリア朝の考え方によって成立したと述べている。

## 原理の説明
心霊主義の立場では自動書記を憑依現象の一種と考えて、霊が霊媒の手を借りて意思表示や創作を行っていると説明している。科学的には自動書記は自己催眠の一形態として説明されるケースがある。統合失調症や夢遊病など、何らかの病的要因が潜んでいるケース、薬物などの使用によるケースも指摘されている。
ウィジャボードやコックリさんの原理は、観念性運動と呼ばれる筋肉の無意識の動きとして説明されている。

## シュルレアリストによる自動筆記
第一次世界大戦後、フランスの詩人でダダイストでもあったアンドレ・ブルトンは、ダダと決別して精神分析などを取り入れ、新たな芸術運動を展開しようとした。彼は1924年「シュルレアリスム宣言」の起草によってシュルレアリスム（超現実主義）を創始したが、彼が宣言前後から行っていた詩作の実験がオートマティスム（自動記述）とも呼ばれている。これは眠りながらの口述や、常軌を逸した高速で文章を書く実験などだった。半ば眠って意識朦朧とした状態や、内容は二の次で時間内に原稿用紙を単語で埋めるという過酷な状態の中で、美意識や倫理といったような意識が邪魔をしない意外な文章が出来上がった。無意識や意識下の世界を反映して出来上がった文や詩から、自分達の過ごす現実の裏側や内側にあると定義された、より過剰な現実、即ち「超現実」が表現でき、自分達の現実も見直すことができるというものだった。

## 西洋近代の女性の表現の場として
心霊主義の全盛期には、出版のような「正当な」創作の場から女性は締め出されており、心霊主義運動がタブー視されなくなるにつれて、教養があり、読書家で、創造性を発揮する機会に乏しい作家志望の女性たちは、この運動に惹きつけられた。
女性霊媒たちは降霊会で、海賊の手記から殺人ミステリーまで、ゴーストライティングに対する大衆の欲求に応え、豊かなストーリー、キャラクター、台詞回しに満ちた物語を書き、出版業界は盛り上がった。多くの場合こうした物語は、降霊会を聞いていた裕福な顧客や男性の家族が出版し、執筆した女性は著作者としてクレジットされなかった。例えばジョージー・ハイド・リーズ・イエィツは夫で詩人のウィリアム・バトラー・イェイツに、 自動書記で instructors なる霊、精霊の言葉を伝え、それを整理したものがイェイツ作『ヴィジョン』（A Vision、1937年）として出版されたが、彼女の名前がクレジットされることはなかった。
また、亡くなった著名な男性の名を借り、彼のメッセージの自動書記を作品にすることで、脇道から出版業界に参入する女性も現れた。ローラ・V・ヘイズは死後のマーク・トウェインの新作を、ジャーナリスト・作家志望で生前のトウェインと文通していたエミリー・グラント・ハッチングス相手に降霊会でウィジャボードで執筆し、二人は『ジャップ・ヘロン』（1917年）として出版、トウェインの出版社と娘から訴訟を起こされた。当時、「大いなる彼方」から受け取ったという文学作品はそれほど珍しいものではなかったが、トウェインの著名さから全国的に注目を集め、出版者に法的圧力がかかり、出版は中止、書籍は破棄された。ヘスター・ダウデンは死後のオスカー・ワイルドの作品として新刊『煉獄のオスカー・ワイルド―心霊メッセージ』を出版し（1923年）、オカルト・レビュー誌では、アーサー・コナン・ドイルは著者は明らかにワイルドであると主張し（ドイルは妻の自動筆記集を妻への献辞を添えて自分の名前で出版していた）、C・W・ソールは「霊媒＝受動性」を前提に作品は創作性に乏しいと評価し、「たとえ著者が自分の偽りに気づいていなかったとしても、文章の著者は霊媒自身だ」と批判し、論争になった。
作家マルグリット・エムリーの筆名ラシルドは、彼女の母親が行った降霊会で出現したスウェーデンの 16 世紀の男性貴族の名前であり、彼女は『ヴィーナス氏』（1884年）でポルノ容疑の欠席裁判で有罪判決を受けたが、本当の作者は彼だと説明している。革命前のロシア最大のオカルト小説作家ヴェーラ・クリジャノフスカヤも降霊会の自動筆記で小説を執筆したと述べており、ラシルドやクリジャノフスカヤは、スピリットガイドの名の下に数多くのセンセーショナルな小説を出版した。
心霊主義者によるゴーストライティングの全盛期は、近代的な著作者と著作権の考え方が体系化されつつあった時期であり、自動筆記の霊媒の女性には、ヘスター・ダウデンのように著者権の曖昧さを逆手に取った人もいたが、ドイルの妻やイェイツの妻のように、著者、共著者とクレジットされなかった人や、本の中で言及されることすらなかった人もいた。霊媒が受身的な女性であるべきという当時の支配的な考えは、能動的な才能をもつ作家や「ストーリー
テラー」と相容れない関係にあり、自動書記による作品の創作性を否定する見方につながった。一群の自動書記を用いたという女性作家たちの存在は、現在では忘れ去られている。

## 著作権裁判とAIの著作権への影響
建築家で心霊主義運動に参加していたフレデリック・ブリー・ボンドは、彼が参加した降霊会で霊媒ジェラルディン・カミンズが自動書記で執筆した『クレオファスの年代記』について、「彼女の執筆中に、自分が彼女の背中に手を置くなどして協力しなければ、この作品を作ることはできなかった」として、自分がメッセージの受信者だと主張し、このいかにも売れそうな本を出版しようとした。カミンズは1926年にボンドを訴え、法廷で彼の超常現象的な主張を法的に批判し、この作品の著作権は、霊媒か、霊か、それともセッションの代金を支払った聞き手か、誰にあるのか争われ、判事は裁判権はイギリスに限られていおり、霊的な面については裁けないと指摘し、超自然のメッセージを読解可能な言葉に変換した者が著作者であると結論付けた。著作者とは「その行為がなければ」作品が存在しない個人であるという判例が打ち立てられたのである。
カミンズ対ボンド裁判で、「著者は人間でなければならない」とされたことは、その後の知的財産法の行方に恒久的に影響を与えており、AIが発達した現代において重要な意味を持つと指摘されている。

## 主な自動書記
- ダウジング
- 気功の自発功
- 神託
- エイリアンハンド症候群
- 扶乩